# Distrikt Marcará

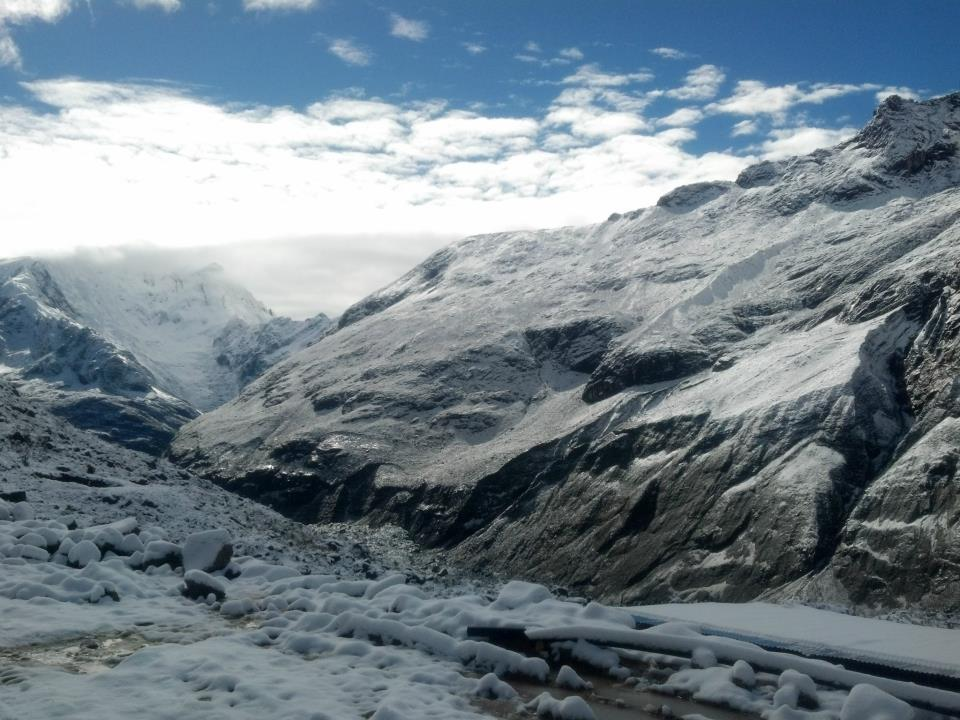
Tal der Quebrada Honda

Der Distrikt Marcará liegt in der Provinz Carhuaz der Region Ancash im zentralen Westen Perus. Der Distrikt wurde am 6. Oktober 1905 gegründet. Er hat eine Fläche von 157,49 km². Beim Zensus 2017 lebten 9478 Einwohner im Distrikt. Im Jahr 1993 lag die Einwohnerzahl bei 7704, im Jahr 2007 bei 8634. Verwaltungssitz ist die gleichnamige 2726 m hoch gelegene Kleinstadt Marcará mit 1416 Einwohnern (Stand 2017).

## Geographische Lage
Der Distrikt Marcará liegt im Südosten der Provinz Carhuaz. Der westliche Teil des Distrikts befindet sich im Hochtal Callejón de Huaylas am rechten Flussufer des nach Norden strömenden Río Santa. Dort liegt der Hauptort Marcará 6,5 km südöstlich der Provinzhauptstadt Carhuaz. Der Distrikt Marcará erstreckt sich nach Osten über den nördlichen Teil des Flusstals der Quebrada Honda, die den Gletscherrandsee Laguna Minoyo entwässert. Das Tal wird von den Bergen der Cordillera Blanca eingerahmt. Zu diesen gehören Nevado Vicos (5315 m), Nevado de Copa (6188 m) und Nevado Paccharaju (5744 m). Der östliche Teil des Distrikts liegt innerhalb des Nationalparks Huascarán. Der Distrikt grenzt im Nordwesten an die Distrikte Carhuaz und Acopampa, im Nordosten an den Distrikt Chacas (Provinz Asunción), im äußersten Osten an den Distrikt Huari (Provinz Huari) sowie im Süden an die Distrikte San Miguel de Aco, Pariahuanca und Anta.

## Ortschaften im Distrikt
Neben dem Hauptort Marcará gibt es folgende Ortschaften (Anexos und Caseríos) im Distrikt Marcará:
- Cachipachan (296 Einwohner)
- Copa Grande (420 Einwohner)
- Cullhuash (320 Einwohner)
- Recuayhuanca (293 Einwohner)
- Shumay - Shiqui - La Florida (935 Einwohner)
- Tuyu (269 Einwohner)
- Ucush Pampa (396 Einwohner)
- Ullmay (229 Einwohner)
- Vicos - Huascapampa (1393 Einwohner)
- Vicos Pachan (226 Einwohner)
- Wiash (793 Einwohner)